# Avontuur Classics
Avontuur Classics was een striptijdschrift dat werd uitgegeven van 1966 t/m 1970 door Classics Nederland. De serie bevatte stripverhalen van de Amerikaanse uitgever Gold Key Comics, met uiteenlopende personages in de hoofdrol. In totaal werden er tot en met 1970 163 nummers uitgebracht. In 2013 is de reeks voortgezet door Windmill Comics Publishing.
De reeks Avontuur Classics bestond uit nummers die afkomstig waren uit verschillende reeksen van Gold Key Comics. Tot de reeksen die aan bod kwamen behoorden onder meer The Lone Ranger, Bonanza, Turok, Magnus, Robot Fighter, Mighty Samson en Space Family Robinson. Nadat Avontuur Classics in 1970 werd stopgezet, verschenen van verschillende hoofdpersonen uit Avontuur Classics afzonderlijke stripbladen.
De nummering van de serie bestond uit een aanduiding van de reeks (18) gevolgd door het feitelijke nummer (het eerste nummer was dus 1801 en het laatste was 18163). Windmill Comics is begonnen met nummeren bij 18164.